# Greenpeace Brasil

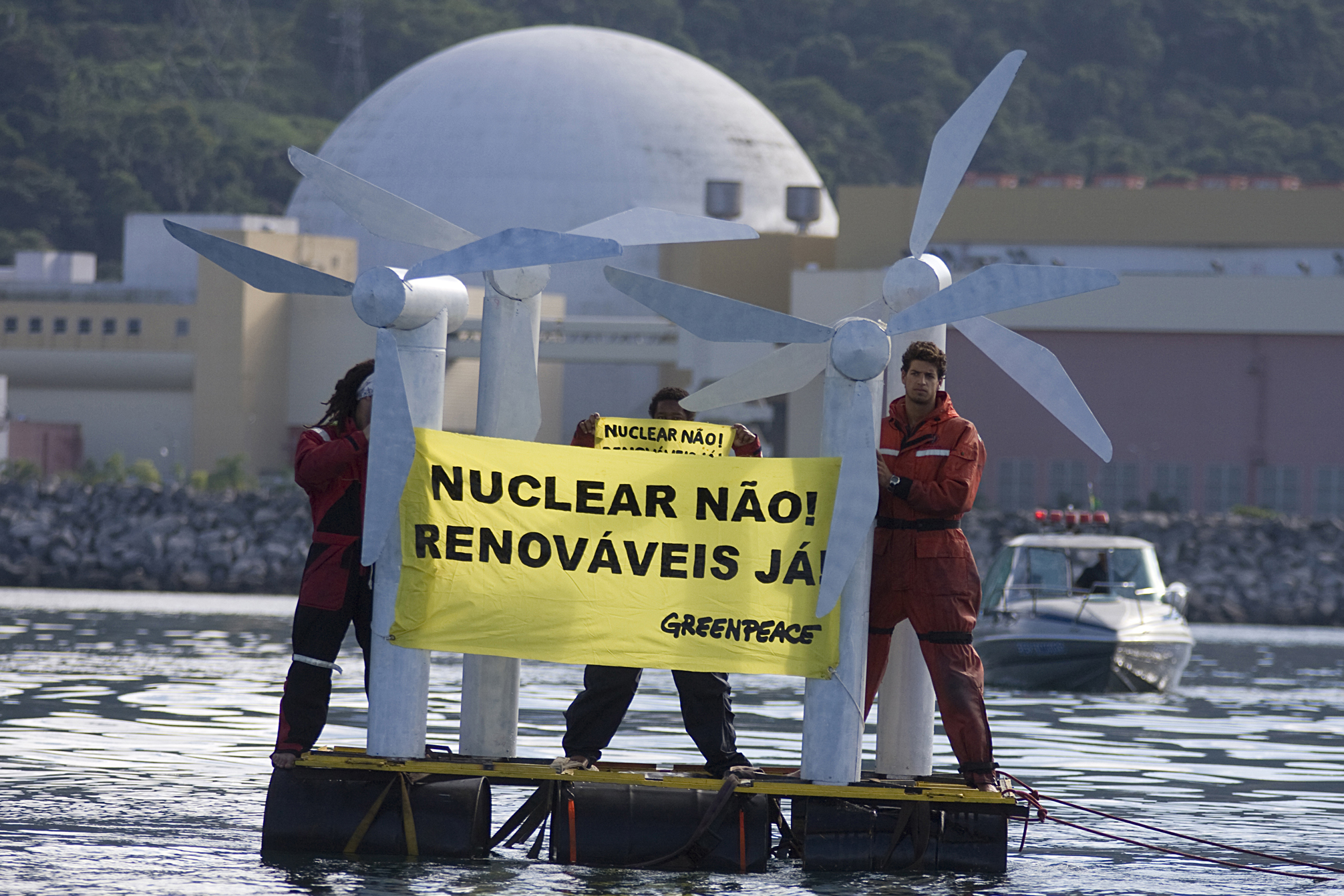
Protesto do Greenpeace contra a energia nuclear em abril de 2009

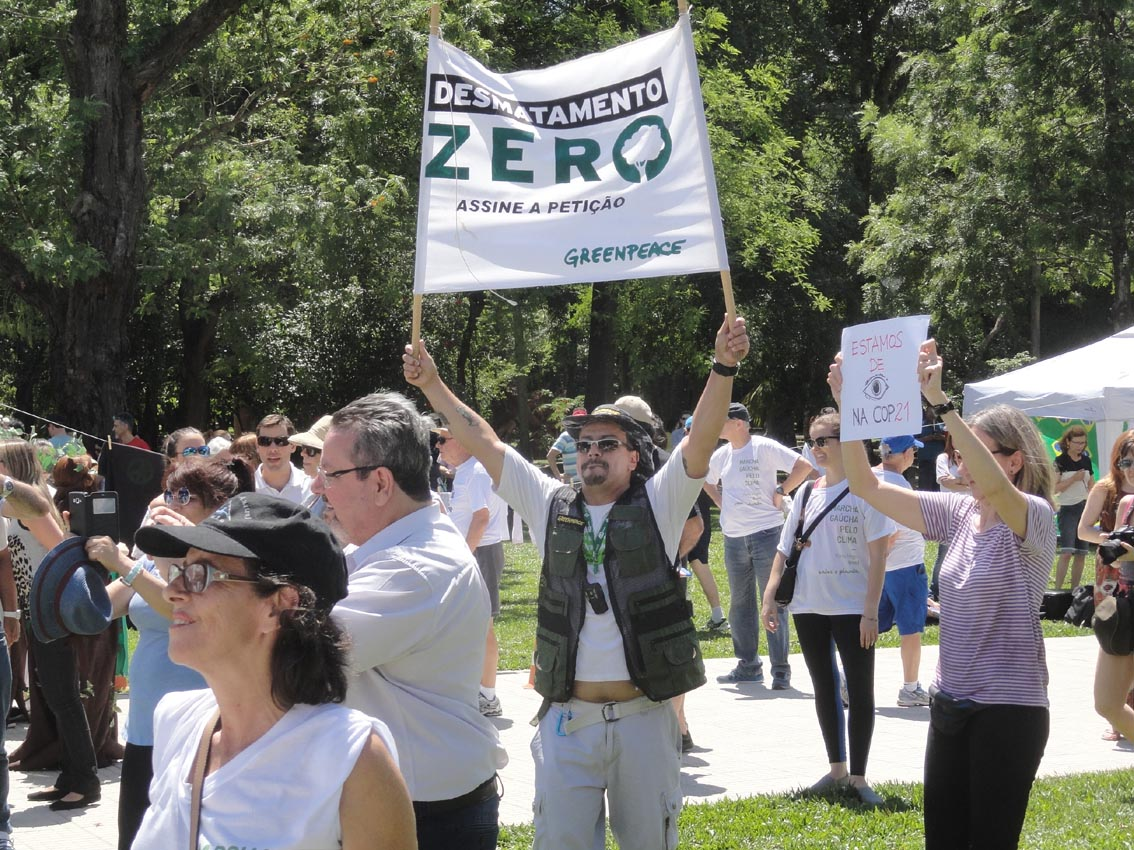
Voluntário do Greenpeace com a faixa da campanha Desmatamento Zero, durante a Marcha Gaúcha Pelo Clima em novembro de 2015

O Greenpeace Brasil é a filial do Greenpeace no Brasil. No Brasil, a organização se instalou em 1992, por ocasião da Eco-92. Sua atuação envolve protestos e ativismo pelo meio ambiente. No Brasil, contam com cerca de 70 membros, além de 250 voluntários e 47 mil colaboradores e 300 mil ciberativistas.

## História
Às vésperas do início da Conferência das Nações Unidas sobre Meio Ambiente e Desenvolvimento - ou simplesmente Eco-92 -, ativistas do Greenpeace chegaram ao Rio de Janeiro a bordo do navio Rainbow Warrior para participar do encontro. A embarcação e suas velas azuis fizeram sucesso no litoral carioca e, no dia 26 de abril de 1992 (aniversário da explosão da usina nuclear de Chernobyl), rumou para Angra dos Reis, onde 800 cruzes foram afixadas no pátio da usina nuclear local, simbolizando o número de mortes ocorrido no trágico acidente na Ucrânia. O evento marcou oficialmente a inauguração do Greenpeace no Brasil.

## Participação do Greenpeace no Brasil
A participação do Greenpeace no Brasil não se resume à preocupação com a escalada nuclear. A exploração dos recursos naturais da Amazônia, as mudanças climáticas, bem como a entrada dos transgênicos nos campos brasileiros e suas duvidosas consequências para o meio ambiente e saúde humana também atraem atenção especial da organização. Para alertar a população sobre essas questões fundamentais, o Greenpeace tem desenvolvido no Brasil diversos projetos de conscientização, como o programa Cidade Amiga da Amazônia, o Guia do Consumidor (lista de produtos com e sem transgênicos), a campanha de mobilização Mude o Clima, entre muitos outros. Em 2015 o Greenpeace entregou ao Congresso Nacional um projeto de lei para proibir completamente o desmatamento, resultado da campanha Desmatamento Zero, que obteve a assinatura de mais de 1,4 milhão de pessoas.